# École supérieure d'interprètes et de traducteurs
L'École supérieure d'interprètes et de traducteurs (ESIT) est un établissement public français d'enseignement supérieur rattaché à l'Université Sorbonne Nouvelle - Paris 3. Fondée en 1957, elle délivre trois masters professionnels accessibles à tout titulaire d'une licence : « Interprétation de conférence », « Traduction éditoriale, économique et technique » et « Interprétation en langue des signes française ». Elle prépare en outre à un master recherche et un doctorat en traductologie.

## Description générale
L'enseignement de l'ESIT est basé sur une démarche pédagogique originale[réf. nécessaire] appelée « théorie interprétative de la traduction ».

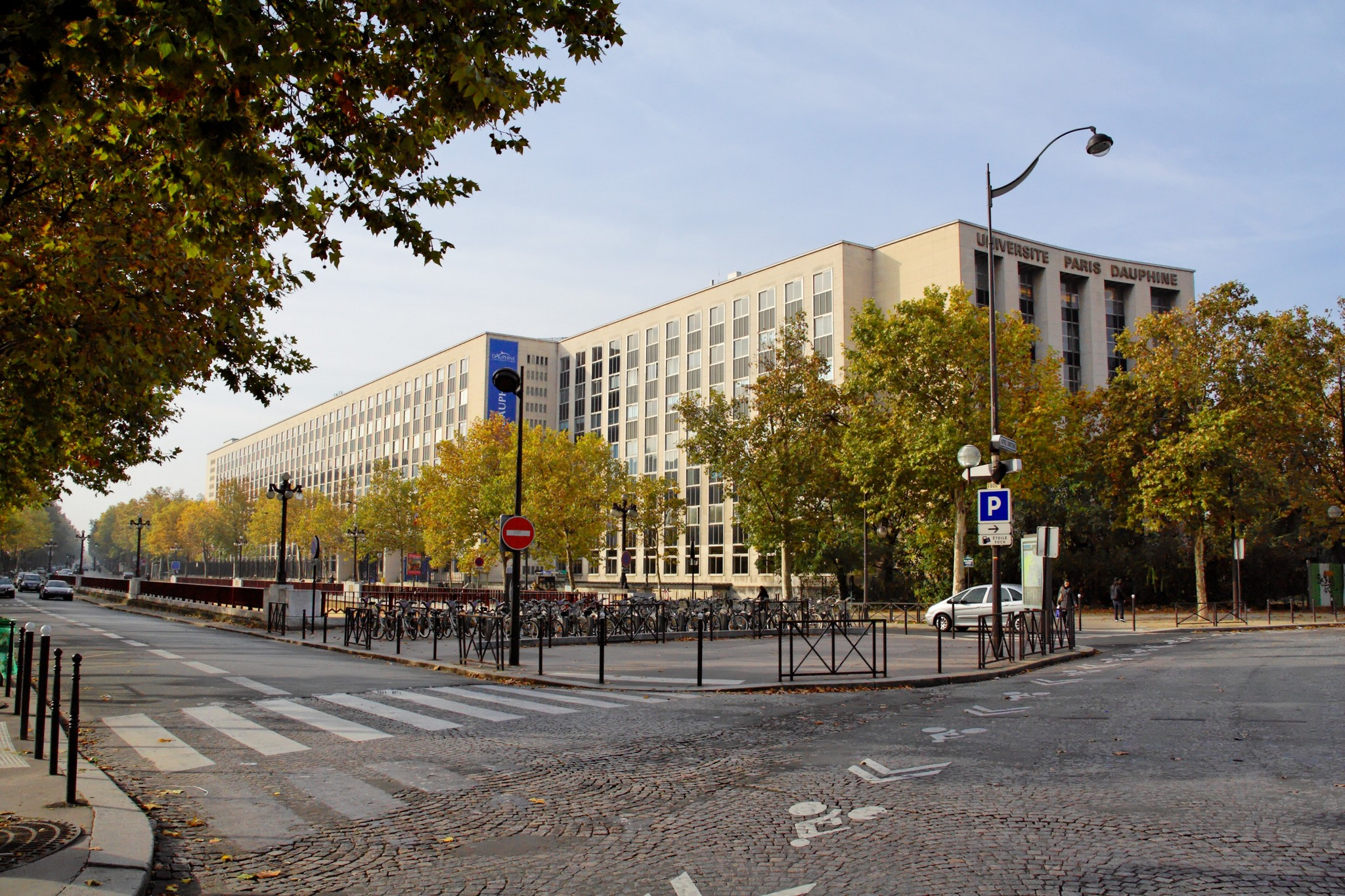
L'ESIT était située de 1968 à 2021 au Centre universitaire Dauphine, dans le 16e arrondissement de Paris.

L'ESIT fait partie de la Fédération internationale des traducteurs (FIT), de la Conférence internationale permanente d'instituts universitaires de traducteurs et interprètes (en) (CIUTI), ainsi que des programmes European Masters in Conference Interpreting (d) (EMCI) et EMT (Master européen en traduction). En mars 2010, l'Organisation des Nations unies signe avec l'ESIT et dix-sept autres écoles dans le monde un accord de coopération pour favoriser l'accès aux carrières linguistiques des Nations unies.

## Admission
L'ESIT recrute par examen d'entrée pour les Masters en section traduction et interprétation.

### Section traduction
Les épreuves se déroulent en deux temps : admissibilité (tests écrits en français) et admission. La note minimale pour être admis est 12/20 pour une combinaison à trois langues et 14/20 avec deux langues.

### Section interprétation
Les conditions d'admission en section interprétation sont les suivantes :
- licence ou diplôme équivalent, français ou étranger, quelle qu'en soit la spécialité
- maîtrise de deux, trois ou quatre langues ;
- séjour d'au moins 12 mois consécutifs dans un pays de la langue B ;
- séjour de 6 mois consécutifs dans un pays de chaque langue C fortement conseillé.
- attention : pour les candidats avec trois langues C, un séjour de 12 mois est obligatoire dans le pays de l'une ou plusieurs des langues C.

Les examens d'admission se déroulent sous la forme d'une épreuve écrite d'admissibilité suivie d'un oral pour les candidats admissibles.

## Histoire
L'ESIT a été précédée par un « Institut des hautes études d'interprétariat », fondé à la Sorbonne en 1951 par la Société des amis de l'université. Placé sous l'autorité du professeur Georges Matoré, l'Institut fonctionne dans un premier temps de manière indépendante. En 1957, il est officiellement rattaché à l'Université de Paris, sous l'impulsion du recteur de l'académie, Jean Sarrailh, et du secrétaire général de l'université, Pierre Bartoli (d). Au même moment, Danica Seleskovitch, chargée de cours, réorganise en profondeur l'enseignement de l'Institut et le renomme « École supérieure d'interprètes et de traducteurs ».
Après avoir fonctionné de 1968 à 2021 au centre universitaire Dauphine, elle bénéficie à partir de janvier 2022 de nouveaux locaux au campus Nation.

## Directeurs
- Maurice Gravier (1957-1982)
- Danica Seleskovitch (1982-1990)
- Marianne Lederer (1990-1999)
- Fortunato Israël (d) (1999-2007)
- Catherine Teule-Martin (d) (2007-2010)
- Clare Donovan (d) (2010-2011)
- Tatiana Bodrova (d) (2011-2015)[11]
- Fayza El Qasem (d) (2015-2020)
- Isabelle Collombat (depuis 2020)